# Escudo de Cabuérniga
El escudo de Cabuérniga es el único símbolo del municipio de Cabuérniga (Cantabria), ya que carece de bandera oficial. Dicho escudo queda organizado de la manera siguiente: escudo mantelado: 1.º de azur, lucero, de oro; 2.º de plata, oso rampante, de sable; 3.º de gules, anzuela, de plata y mango de oro. Va timbrado con la corona real española.
El escudo fue adoptado por el Ayuntamiento, y autorizado por el Ministerio del Interior el día 2 de mayo de 1978, previo informe favorable emitido por la Real Academia de la Historia con algunas sugerencias debidamente observadas.